# Некома (Північна Дакота)
Некома (англ. Nekoma) — місто (англ. city) в США, в окрузі Кавальєр штату Північна Дакота. Населення — 31 особа (2020).

## Географія
Некома розташована за координатами 48°34′43″ пн. ш. 98°22′36″ зх. д. / 48.57861° пн. ш. 98.37667° зх. д. (48.578509, -98.376624).  За даними Бюро перепису населення США в 2010 році місто мало площу 0,93 км², з яких 0,93 км² — суходіл та 0,00 км² — водойми.

## Демографія
Згідно з переписом 2010 року, у місті мешкало 50 осіб у 21 домогосподарстві у складі 15 родин. Густота населення становила 54 особи/км².  Було 36 помешкань (39/км²).
Расовий склад населення:
| - 100,0 % — білих |

До двох чи більше рас належало 0,0 %. Частка іспаномовних становила 0,0 % від усіх жителів.
За віковим діапазоном населення розподілялося таким чином: 22,0 % — особи молодші 18 років, 64,0 % — особи у віці 18—64 років, 14,0 % — особи у віці 65 років та старші. Медіана віку мешканця становила 54,0 року. На 100 осіб жіночої статі у місті припадало 138,1 чоловіків;  на 100 жінок у віці від 18 років та старших — 160,0 чоловіків також старших 18 років.
Середній дохід на одне домашнє господарство  становив 104 162 долари США (медіана — 97 813), а середній дохід на одну сім'ю — 104 162 долари (медіана — 97 813). 
Цивільне працевлаштоване населення становило 22 особи. Основні галузі зайнятості: роздрібна торгівля — 22,7 %, будівництво — 18,2 %, сільське господарство, лісництво, риболовля — 18,2 %.